# Campsicnemus distortipes
Campsicnemus distortipes är en tvåvingeart som beskrevs av Grimshaw 1901. Campsicnemus distortipes ingår i släktet Campsicnemus och familjen styltflugor. Inga underarter finns listade i Catalogue of Life.